# 现代汉语常用字表
《現代漢語常用字表》是中國大陸於1988年出版的字表，內收3500字：分為常用字（2,500字）和次常用字（1,000字）兩部份。
連同此字表一同出版的還有《現代漢語通用字表》。
《现代汉语常用字表》曾被视为是中國大陸规范汉字的依据之一，但随着2013年6月《通用规范汉字表》的发布而被停止使用。

## 另見
- 现代汉语通用字表
- 漢字規範列表
- 现代汉语常用词表